# Pocken

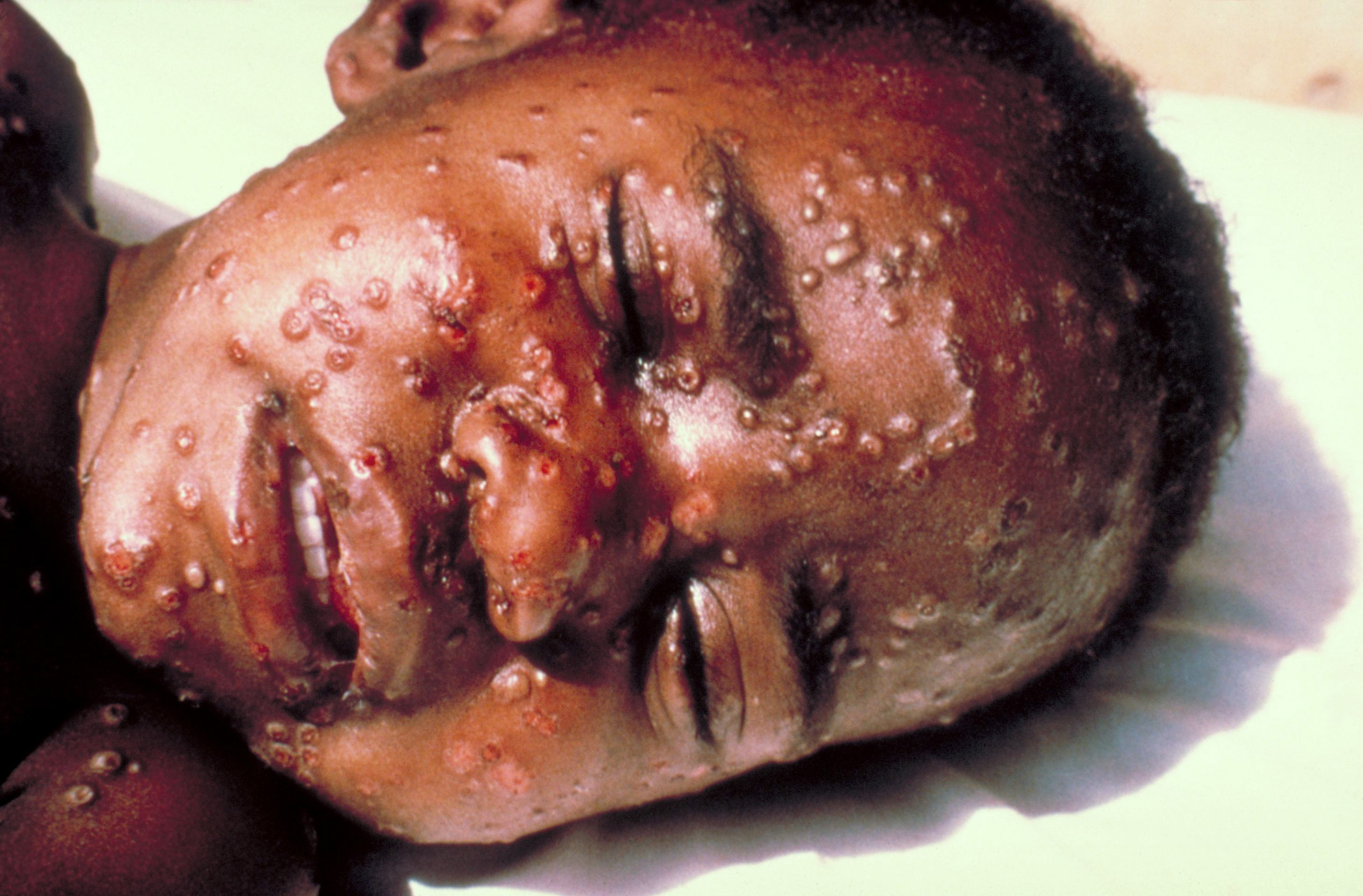
Ein Kind mit Pocken

Als Pocken, Blattern oder Variola (lateinisch variolae), genannt auch Pockenkrankheit, bezeichnet man eine für den Menschen gefährliche und lebensbedrohliche Infektionskrankheit, die von Pockenviren (Orthopox variolae) verursacht wird. Durch ihre hohe Infektiosität und Letalität gehört die Erkrankung zu den gefährlichsten des Menschen. Das für die Erkrankung typische und namensgebende Hautbläschen wird als Pocke oder Blatter bezeichnet.
Seit den letzten Erkrankungen im Jahr 1977 in Somalia sowie von Janet Parker 1978 sind keine neuen Pockenfälle mehr aufgetreten; der letzte Fall in Deutschland trat im Jahr 1972 auf. Durch ein konsequentes Impf- und Bekämpfungsprogramm der WHO und anderer Gesundheitsorganisationen konnte die WHO das Pockenvirus am 26. Oktober 1979 für ausgerottet erklären.

## Etymologie
Der Name „Pocken“ kommt zum ersten Mal in einer angelsächsischen Handschrift aus dem 9. Jahrhundert am Ende eines Gebets vor: … geskyldath me wih de lathan Poccas and with ealle yfeln. Amen. („… beschützt mich vor den scheußlichen Pocken und allem Übel. Amen.“) Das Wort Pocke kommt aus dem Germanischen und bedeutet „Beutel“, „Tasche“, „Blase“, „Blatter“ (mittelhochdeutsch blātere). Es ist mit den englisch pocket, pox, pocks und französisch poche verwandt. Im Englischen wurden zur Unterscheidung von der Syphilis („great pockes“ bzw. „great pox“) die Pocken seit Ende des 15. Jahrhunderts als „small pockes“ (bzw. „smallpox“) bezeichnet; im Französischen heißen sie dementsprechend petite vérole im Gegensatz zur „grosse Vérole“, dem Ausschlag bei Syphilis.
Die Bezeichnung variola (von lateinisch varius ‚bunt‘, ‚scheckig‘, ‚fleckig‘)  wurde von Bischof Marius von Avenches (heute Schweiz) um 571 n. Chr. geprägt und soll im 11. Jahrhundert der Krankheit auch von dem Arzt und Übersetzer Constantinus Africanus gegeben worden sein.

## Erreger

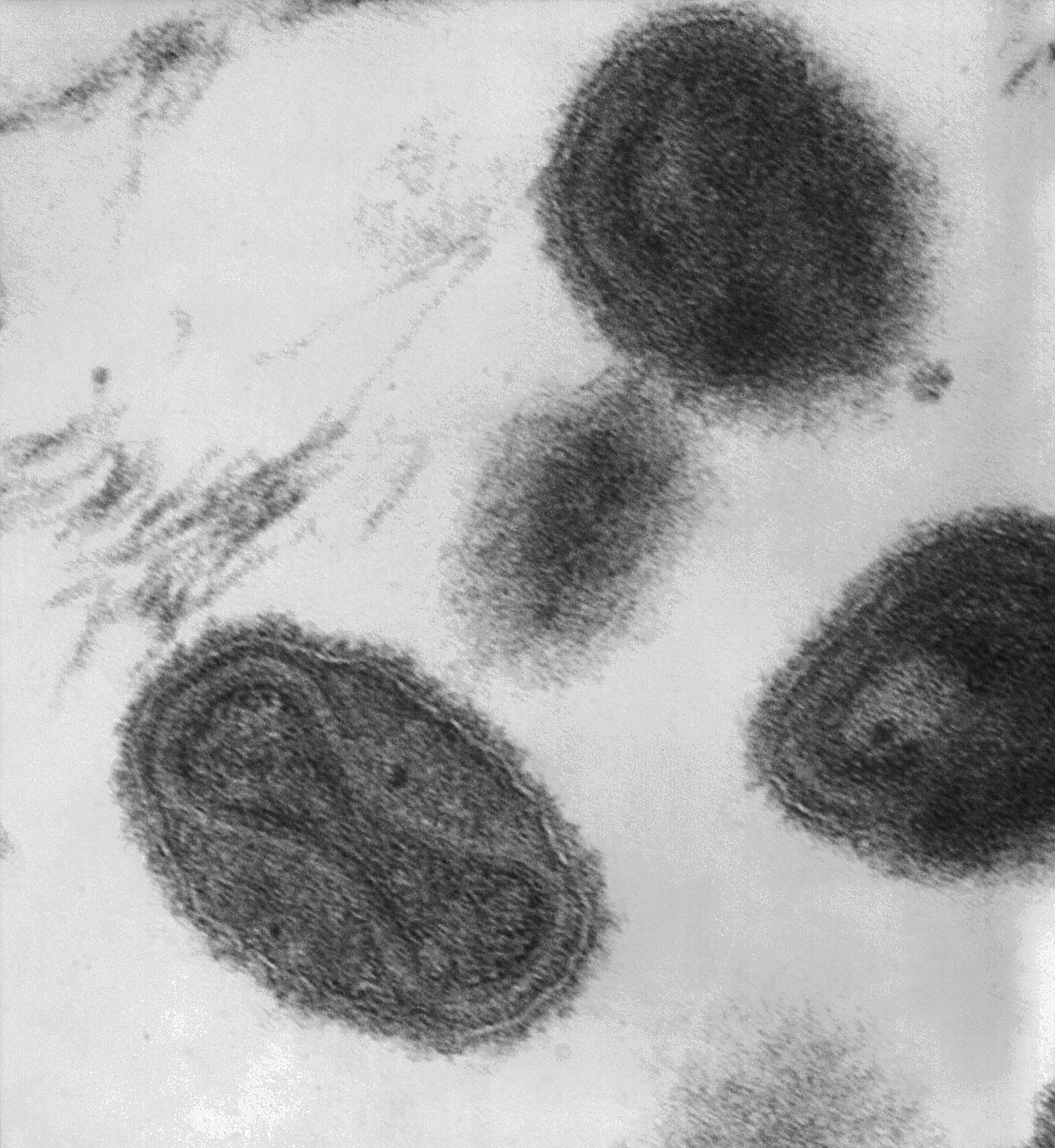
Pockenviren mit äußerer Virushülle und zusätzlich innenliegender, sanduhrförmiger Membranstruktur, TEM-Aufnahme

Die Erreger der Pocken beim Menschen ist ein Virus, das Pockenvirus (Variola-Virus) aus der Gattung Orthopoxvirus (Spezies Orthopoxvirus variola, früher Orthopoxvirus variolae). Pockenviren sind mit 200 bis 400 nm die größten bekannten animalen Viren. Diese Viren sind auch hinsichtlich ihrer DNA-Replikation im Cytoplasma im Vergleich zu anderen DNA-Viren ungewöhnlich. Eine mit einem Pockenvirus infizierte Zelle weist eine DNA-Synthese in einer „Virusfabrik“ außerhalb des Kerns auf, was sonst nur in intrazellulären Organellen wie Mitochondrien (und bei Pflanzen in Chloroplasten) oder bei der Reifung des Hepatitis-B-Virus innerhalb des Kapsids im Cytoplasma vorkommt. Für Pockenviren ist eine zweite Membranstruktur innerhalb des Virions charakteristisch, die innerhalb der Virushülle liegt und während des Zusammenbaus des intrazellulären Viruspartikels de novo um das Kapsid herum synthetisiert wird.
| Erkrankung                               | medizinischer Name          | Erreger                                                 | Sterblichkeit           |
| ---------------------------------------- | --------------------------- | ------------------------------------------------------- | ----------------------- |
| Echte Pocken                             | Variola vera, Variola major | Orthopoxvirus variolae alias Variola virus Pockenvirus  | 10…90 % – je nach Stamm |
| Weiße Pocken                             | Variola minor, Alastrim     | Orthopoxvirus variolae var. alastrim Kaffernpockenvirus | 1…5 %                   |
| Ostafrikanische Pocken Schwarze Blattern | Variola haemorrhagica       | ?                                                       | 5 %                     |

## Tierpocken
Neben den Pockenerkrankungen des Menschen gibt es auch bei einer Reihe von Tieren durch verwandte Viren ausgelöste Erkrankungen. Die ebenfalls durch Orthopox-Viren hervorgerufenen Tierpocken – die sogenannten „Säugerpocken“ wie Kuhpocken, Mpox (Affenpocken), Katzen-, Kamel- und Mäusepocken – sind mit Ausnahme der Mäusepocken prinzipiell auch für den Menschen pathogen. Sie sind also Zoonosen und daher meldepflichtige Tierkrankheiten, lösen aber meist nur leichte Erkrankungen aus. Die übrigen durch Pockenviren hervorgerufenen Tierkrankheiten wie Schweine-, Schaf- und Ziegen-, Euter- und Vogelpocken, Myxomatose, Kaninchenfibromatose, Stomatitis papulosa der Rinder sind dagegen streng wirtsspezifisch und für den Menschen ungefährlich.
Von besonderer Bedeutung ist der Erreger der Kuhpocken Orthopoxvirus vaccinia, der mit dem Variolavirus eng verwandt ist, beim Menschen aber nur eine leichtere Krankheit auslöst. Dafür ist der Patient nach einer Ansteckung mit Kuhpocken gegen die echten Pocken immunisiert. Deshalb wurden Varianten von Vaccinia für die Pockenimpfung verwendet. Das Erregerreservoir stellen vermutlich Nagetiere dar, und ein wichtiger Überträger auf den Menschen sind Katzen (→ Katzenpocken). Bei Menschen mit geschwächtem Immunsystem (zum Beispiel durch AIDS oder eine hochdosierte Kortisonbehandlung) können durch Katzen übertragene Kuhpockeninfektionen auch tödlich enden.
Die Bläschenkrankheit der Schlangen wird fälschlicherweise auch als „Pocken“ oder „Wasserpocken“ bezeichnet. Sie ist jedoch keine Viruserkrankung, sondern eine bakterielle Hautentzündung infolge schlechter Haltungsbedingungen.

## Übertragung
Pocken können direkt von Mensch zu Mensch durch Tröpfcheninfektion beim Husten übertragen werden. Daneben kann die Ansteckung auch durch Einatmen von Staub passieren, der z. B. beim Ausschütteln von Kleidung oder Decken Pockenkranker entsteht.

## Krankheitsverlauf

Im Gegensatz zu den Windpocken sind bei Pocken vor allem stärker die Extremitäten und das Gesicht vom Hautausschlag betroffen.

Die Inkubationszeit beträgt ein- bis zweieinhalb Wochen, meistens jedoch 12 bis 14 Tage. Bei Beginn der Erkrankung kommt es zu schwerem Krankheitsgefühl, Kopf- und Rückenschmerzen mit hohem Fieber (Pockenfieber) und Schüttelfrost, ferner tritt ein Rachenkatarrh auf. Zu diesem Zeitpunkt ist der Patient hochinfektiös. Bei den Pocken ist ein biphasischer Fieberverlauf typisch: Nach ein bis fünf Tagen sinkt das Fieber und steigt nach einem Tag wieder an. Nun kommt es zu den typischen Hauterscheinungen.
Die Reihenfolge, in welcher die Hauterscheinungen (Effloreszenzen) auftreten, ist dabei typisch: Makula (Fleck) → Papel → Vesikel (Bläschen) → Pustel (Eiterbläschen) → Kruste. Die verschieden lokalisierten Hauteffloreszenzen sind, im Gegensatz zu den Effloreszenzen bei Windpocken, nacheinander alle im gleichen Stadium. Sie treten fast am gesamten Körper auf, wobei Kopf, Hände und Füße am stärksten, Brust, Bauch und Oberschenkel nur schwach betroffen sind. Ausgenommen sind die Achselhöhlen und Kniekehlen. Die eitrige Flüssigkeit in den Pusteln verbreitet einen sehr unangenehmen Geruch. Bei einem weniger schweren Krankheitsverlauf trocknen die Pusteln etwa zwei Wochen nach Ausbruch der Krankheit nach und nach ein und hinterlassen deutlich erkennbare Narben. In schwereren Fällen können Erblindung, Gehörlosigkeit, Lähmungen, Hirnschäden sowie Lungenentzündungen auftreten. Oft verläuft die Krankheit tödlich. Die geschätzte Letalität der unbehandelten Pocken liegt bei etwa 30 Prozent.

## Impfung

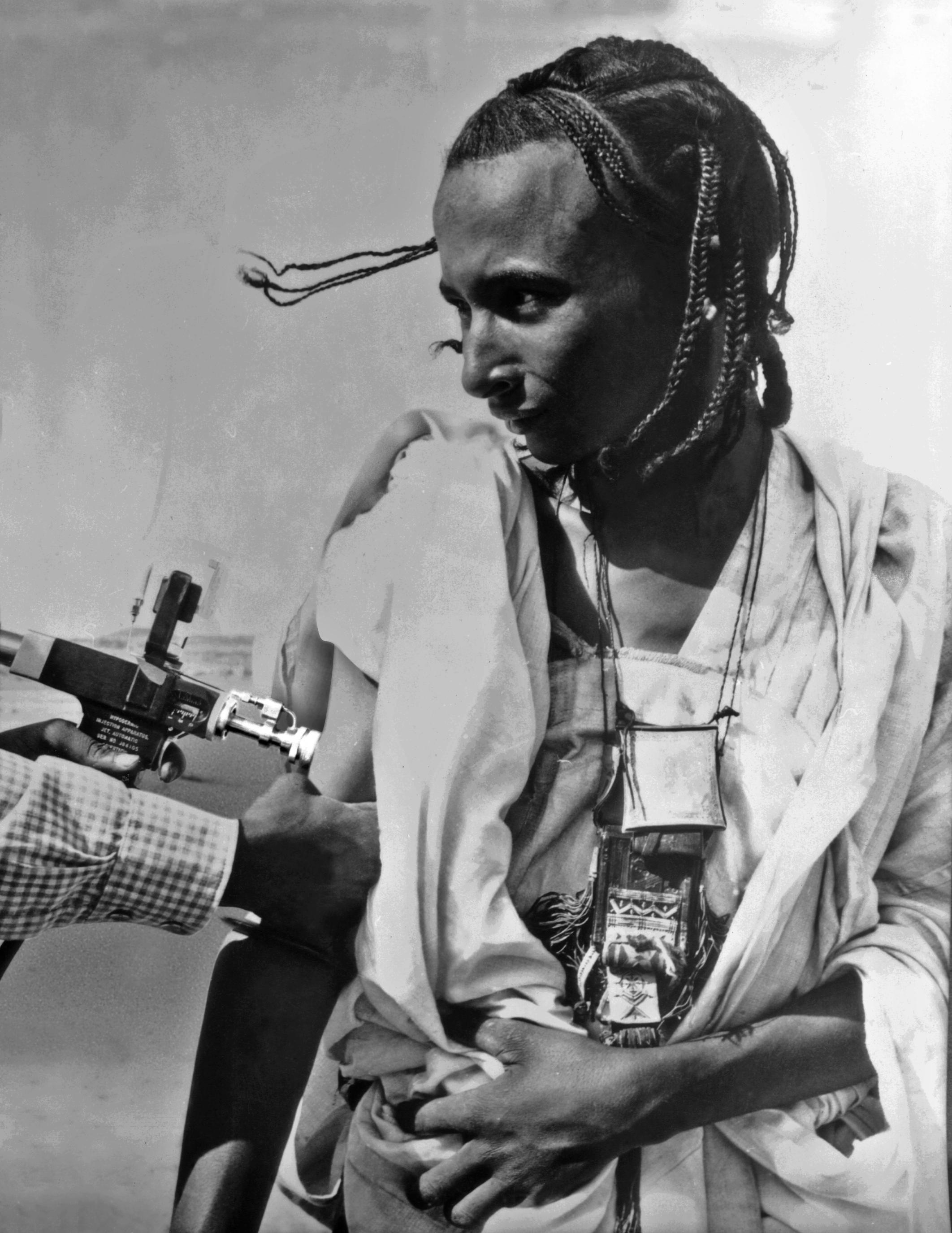
Impfung gegen Pocken mit Impfpistole (Niger, 1969)

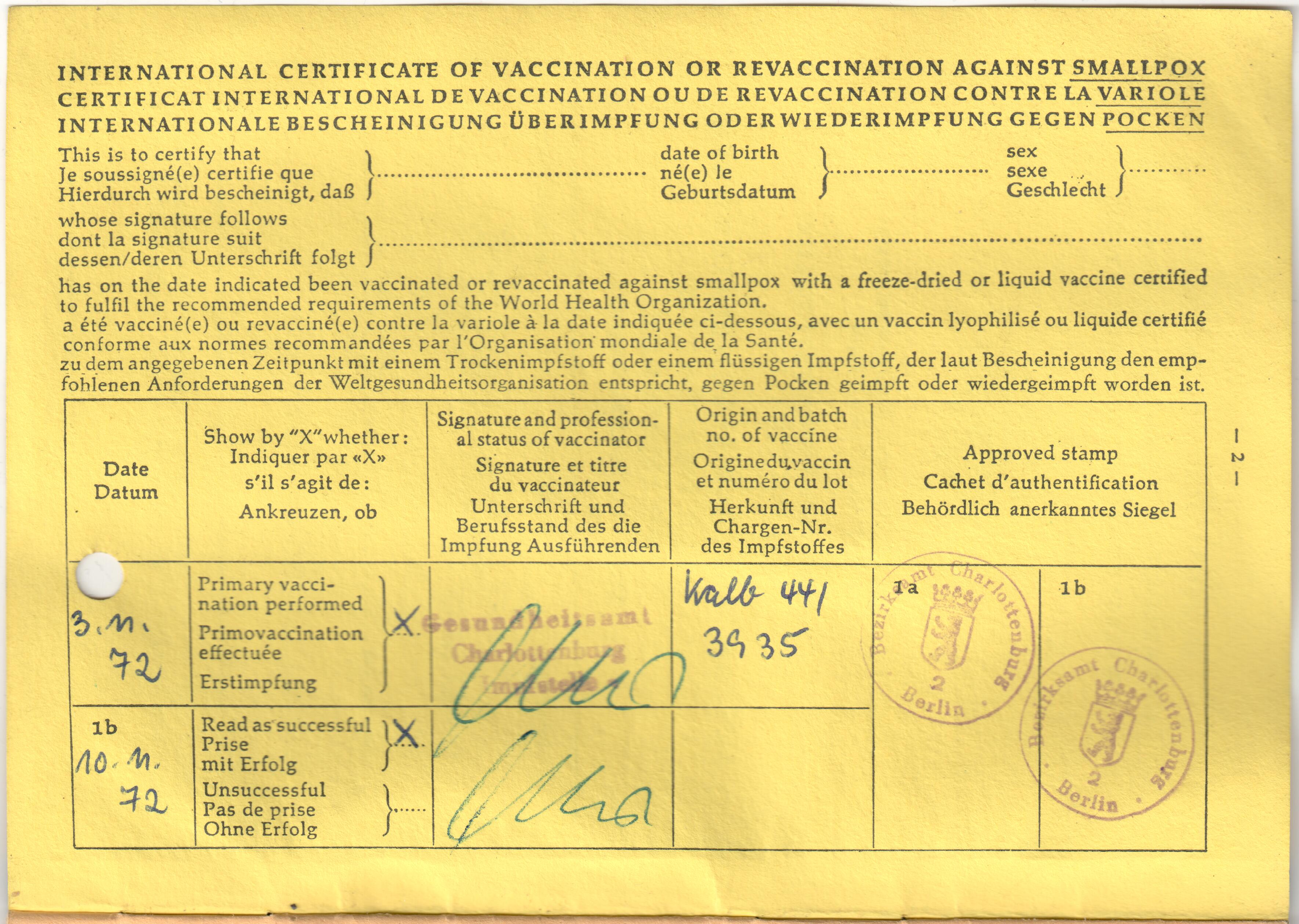
Impfzertifikat über die erfolgte Pockenimpfung

Gegen Pocken gab es vor der Zulassung von Tecovirimat im Januar 2022 kein bekanntes Heilmittel, nur eine vorbeugende Impfung war möglich; sie kann ihre Schutzwirkung auch noch entfalten, wenn sie bis etwa fünf Tage nach der Infektion vorgenommen wird. Die Pockenimpfung ist eine Lebendimpfung und gilt als gut verträglich.
Am 18. April 1801 hatte Johann Friedrich Küttlinger erfolgreich eine Pockenimpfung bei dem Sohn des Schulleiters Degen im mittelfränkischen Neustadt an der Aisch durchgeführt. Am 26. August 1807 wurde in Bayern als weltweit erstem Land eine Impfpflicht eingeführt. Baden folgte 1809, Preußen 1815, Württemberg 1818, Schweden 1816, England 1867 und das Deutsche Reich 1874 durch das Reichsimpfgesetz. Im lutherischen Schweden hatte die protestantische Geistlichkeit bereits um 1800 eine Vorreiterrolle bei der freiwilligen Pockenschutzimpfung inne. In Liechtenstein war die erste Impfung 1801 vorgenommen worden, ab 1812 galt eine gesetzliche Impfpflicht.
Die ab 1967 weltweit von der Weltgesundheitsorganisation vorgeschriebene Impfpflicht gegen Pocken endete in Westdeutschland 1976, bis 1983 erfolgten nur noch Wiederholungsimpfungen (außer für Risikopersonen). In der DDR wurde die Pflichtimpfung gegen Pocken 1982 aufgehoben, bereits ab 1980 fanden keine Erstimpfungen mehr statt. In Österreich endete die Impfpflicht 1981. Die Impfung wurde typischerweise mit einer Impfpistole oder Lanzette meist am Oberarm ausgeführt, wo sich an der Einritzstelle durch die resultierende, gewollte Infektion in der Regel eine Pustel und daraus schließlich eine rundliche vertiefte Impfnarbe bildete, die bis heute bei vielen geimpften Menschen zu sehen ist. In manchen Ländern war es in Zeiten der Impfpflicht bei der Einreise erforderlich, die Impfnarbe vorzuzeigen.

### Variolation – Impfung durch Variolaviren
Einfache Formen der Impfung sind schon lange bekannt. Die vorbeugende Ansteckung mit geringen Mengen von Variolaviren, heute Variolation genannt, wurde in China erstmals 1582 von Wàn Quán (1499–1582) in seiner Schrift „Behandlung von Pocken und Masern“ (Dòuzhěn xīnfǎ) erwähnt. Hierbei schnupfte man zerriebenen Schorf der Pusteln. In Indien dagegen wurde dieses Material in die Haut eingeritzt. In Europa führte Lady Montagu (1689–1762), die Frau eines britischen Diplomaten in Istanbul, die im Osmanischen Reich verbreitete Variolation durch Einritzen von etwas Flüssigkeit aus den Pockenbläschen in die Haut ein. Als einer der ersten Ärzte Deutschlands, der sich ab 1729 mit der Inokulation der Pocken befasst hatte und darüber publizierte, gilt Wilhelm Bernhard Nebel von der Universität Heidelberg. Im Jahr 1767 führte der Mediziner Franz Heinrich Meinolph Wilhelm (1725–1794), der in Wien die dort 1760 eingeführte Blatterninokulation (als Variolation mit echten Menschenpocken) kennengelernt hatte, am Würzburger Juliusspital eine Pockenimpfung, wahrscheinlich eine Variolation wie sie auch Carl Caspar Siebold 1765 im Londoner Waisenhaus sah, durch. Bevor er hochgestellte Persönlichkeiten damit behandelte, erprobte er (auf Befehl des Fürstbischofs Adam Friedrich von Seinsheim) das neue Verfahren auf dem „Schlosse Marienberg“ zunächst an 24 armen Kindern.
Johann Friedrich Struensee begann als Amtsarzt in Altona 1758 mit der Variolation. 1770 impfte er auch den Sohn des dänischen Königs Christian VII.

### Vakzination – Impfung mit Vaccinia-Viren
Die zweite, sicherere Impfmethode beruht auf der seit spätestens 1765 belegten Beobachtung, dass Menschen nach durchgemachter vermutlicher Kuhpocken-Infektion vor Infektionen mit den echten Pocken geschützt sind.

#### Erste Schritte zur Entdeckung der Vakzination
Als Edward Jenner während seiner Ausbildung 1768 in Thornbury in Gloucestershire als Assistent bei den Landärzten Daniel und Edward Ludlow arbeitete, erfuhr er erstmals von Kuhpocken und den Vorteilen einer Variolation. Ein weiterer Landarztkollege, John Fewster, machte in diesen Jahren die Entdeckung, dass bei einigen Patienten nicht einmal eine schwache Pockeninfektion ausgelöst wurde, wenn sie vorher an Kuhpocken erkrankt waren. Dies berichtete er 1765 vor der lokalen Ärztegesellschaft, und so galt Fewster als Entdecker des Nutzens von Kuhpocken. Auch der Göttinger Jobst Böse berichtete 1769 von dem Phänomen. Erst die Kuhpocken-Inokulation als folgerichtiger Schritt war die Entdeckung Jenners. Die infizierten Kühe waren jedoch nicht an echten Kuhpocken erkrankt, sondern an Vaccinia-Viren, deren Infektionen deutlich harmloser verlaufen.

#### Milchmädchen-Mythos
Sein Biograph John Baron setzte 13 Jahre nach dem Tod Jenners den Mythos in Umlauf, dass Jenner von den Vorteilen einer vorhergehenden Kuhpocken-Infektion über „Gerüchte in den Kuhställen“ gehört habe, und verschwieg Fewsters Erkenntnis. Dies galt als „Milchmädchen-Mythos“. Jenner selber hatte nie beansprucht, Entdecker oder Erstbeschreiber der Vorteile einer Kuhpockeninfektion gewesen zu sein.

#### Jenners Kuhpocken-Inokulation („vaccination“)
Erst 1796 wurde die „Kuhpocken“-Inokulation mit einer gewissen Breitenwirkung in England eingeführt. Zur Überprüfung seiner These vom Schutz vor Pocken durch Inokulation mit Kuhpocken infizierte Jenner zunächst den achtjährigen James Phipps mit aus den Pocken der infizierten Kühe gewonnenem Material und, nach Abklingen der Krankheit, mit den echten Pocken. Der Junge überlebte. Als Jenners Artikel von der Royal Society abgelehnt wurde, unternahm er weitere Versuche – auch mit seinem 11 Monate alten Sohn Robert. Im Jahr 1798 veröffentlichte er seine Ergebnisse und musste erleben, dass man ihn lächerlich zu machen versuchte. Dennoch setzte sich die von ihm propagierte Methode durch. Dieses Verfahren wird Vakzination genannt. Da der Impfstoff von Kühen stammte, nannte Jenner seinen Impfstoff Vaccine (von lat. vacca, dt. ‚Kuh‘) und die Technik der künstlichen Immunisierung „Vaccination“ (von lat. vaccinus, dt. ‚von Kühen stammend‘). Das Wort vaccination bedeutet heute im Englischen Impfung ganz allgemein, auch im Deutschen wird ein Impfstoff Vakzin genannt.

#### Weitere Forscher und Erstbeschreiber
Nach dem Engländer Edward Jenner sind weitere Einzelpersonen bekannt, die eine Inokulation mit Kuhpocken durchgeführt haben, u. a. eine Frau „Sevel“ (vermutlich 1772), der Pächter „Jensen“ (Jahreszahl nicht bestimmbar), Benjamin Jesty (1774), eine Frau „Rendall“ (vermutlich 1782) und Peter Plett (1791).

#### Europaweite Verbreitung

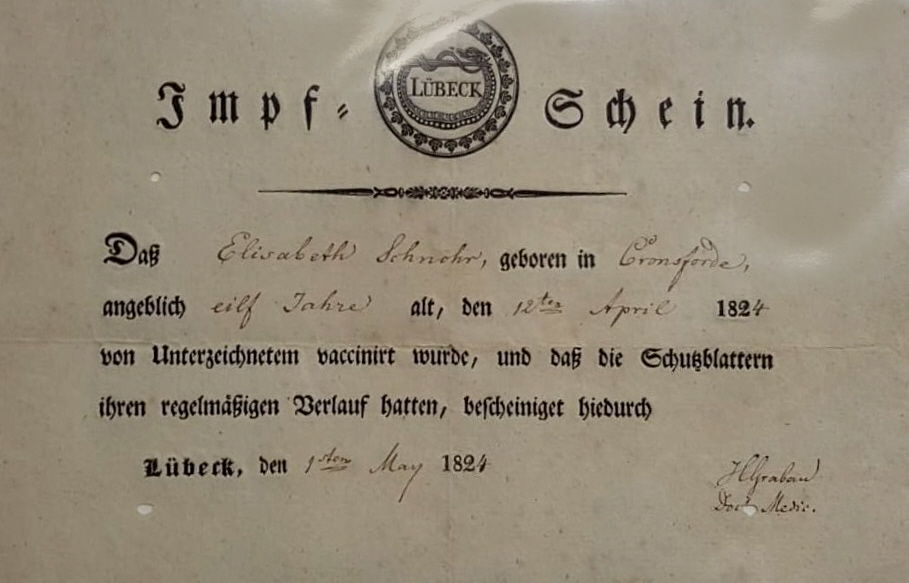
Impfbescheinigung von 1824

1799 führte der Arzt Jean de Carro, der an der Universität Wien wirkte, aufgrund der Vorarbeiten von Jenner als erster auf dem europäischen Kontinent in Wien die Pockenschutzimpfung ein. Bereits ein Jahrzehnt später wurde in vielen Ländern eine Impfpflicht bestimmt.
Das zur Pockenimpfung verwendete Modified-Vaccinia-Ankara-Virus wurde in den 1970er Jahren von Anton Mayr entwickelt. In vielen Ländern wurde die Impfung von Kleinkindern und auch die Nachimpfung nach etwa 12 Jahren gesetzlich vorgeschrieben.

## Behandlung
Im Juli 2018 hat die amerikanische Zulassungsbehörde Food and Drug Administration (FDA) eine Zulassung für Tecovirimat (Handelsname: TPOXX, Hersteller: Siga Technologies) erteilt. Zugelassen wurde der antivirale Wirkstoff zur Behandlung von Pocken, obwohl laut Weltgesundheitsorganisation die Pocken seit 1980 ausgerottet sind. Hintergrund ist die Befürchtung, dass der hochansteckende und gefährliche Erreger als Biokampfstoff auftreten könnte.

## Geschichte
Das Pockenvirus Variola vera ist wahrscheinlich von Nagetieren auf den Menschen übertragen worden (Übertragungen von Tieren auf Menschen sind auch von anderen Viren bekannt).

### Altertum und Mittelalter
Vermutlich sind Pocken schon seit Jahrtausenden bekannt und traten vor 12.000 Jahren bei den ersten Siedlungen im Nordosten Afrikas auf. Von dort sind sie möglicherweise durch ägyptische Händler nach Indien gebracht worden. Eine an mehreren Stellen des Alten Testaments (u. a. 2 Kön 20,7 ; Lev 13,18  und das Leiden des Hiob) hebräisch als schechin (Pustel, Geschwür) bezeichnete Seuche wurde von Medizinhistorikern mit den Pocken in Verbindung gebracht. Besonders die sechste ägyptische Plage (Ex 9,2–11 ) gilt vielen Exegeten als Beschreibung einer Pockenepidemie. In der Vita Mosis beschreibt Philon von Alexandria diese Plage mit allen Symptomen der Pocken. Diese auch als „ägyptisches Geschwür“ (schechin mizraim. Dtn 28,27 ) bezeichnete Seuche wurde auch mit der Uhedu-Krankheit identifiziert, die mehrfach im Papyrus Ebers genannt wird. Das altägyptische Wort uhedu oder uhet steht für einen eigentümlichen, tödlichen Hautausschlag, der mit Geschwüren einhergeht. Die Mumie von Pharao Ramses V. von Ägypten zeigt Läsionen, die histologisch den Pockennarben entsprechen könnten. Auch die Gesichter älterer Mumien der 18. bis 20. Dynastien zeigen Spuren einer Pockenerkrankung.
Zur Zeit des Hippokrates (4. Jahrhundert v. Chr.) traten die Pocken wahrscheinlich auch in Griechenland auf.
In China wurden die von dem Alchemisten Ge Hong beschriebenen Pocken vermutlich um 250 v. Chr. über die noch unfertige chinesische Mauer durch die Hunnen eingeschleppt. Daher rührt die dort verwendete Bezeichnung Hunnenpocken.
Möglicherweise erneut nach Europa kamen die Pocken wahrscheinlich 165 n. Chr. mit dem Einzug der siegreichen römischen Legionen nach der Einnahme der parthischen Stadt Seleukia-Ktesiphon im heutigen Irak. Die Pocken breiteten sich rasch bis zur Donau und zum Rhein hin aus. Die Folge war ein 24 Jahre währendes Massensterben, das als Antoninische Pest in die Geschichte eingegangen ist. Der Bagdader Arzt Muhammad ibn Zakarīyā ar-Rāzī beschrieb um 910 den Unterschied zwischen Pocken und Masern und wusste bereits, dass kein zweiter Pockenbefall bei einem Menschen auftreten kann.
Die Kreuzritter des 11.–13. Jahrhunderts trugen zur Verbreitung der Pocken wesentlich bei.
Untersuchungen von Knochen und Zähnen begrabener Skelette in Skandinavien, England und Russland aus der Zeitperiode 600 bis 1050 n. Chr. (Gebiet der Wikinger) haben ergeben, dass das Genom des seinerzeit vorkommenden Pockenvirus sich deutlich von dem rezenten, im 20. Jahrhundert aufgetretenen Pockenvirus unterscheidet.  So hat sich gezeigt, dass das Virus aus der Wikingerzeit größere genetische Übereinstimmungen mit dem Kamelpockenvirus und dem Taterapockenvirus aufweist. Dies stützt die Vermutung, dass das Pockenvirus ursprünglich aus Tieren stammt (zoonotischer Erreger). Wegen der Unterschiede geht man davon aus, dass die Wikinger mit einer Seitenlinie von Variola vera infiziert waren, die später ausgestorben ist. Zudem lassen die genetischen Untersuchungen darauf schließen, dass das Pockenvirus einen Teil seiner Gene im Laufe der Zeit verloren hat, zum einen Gene, die für eine Übertragung auf andere Spezies nötig waren. Diese waren nach der Spezialisierung auf den Menschen obsolet geworden. Zum anderen betraf es Gene, mit denen sich das Virus dem Angriff des Immunsystems entzog. Dies verursachte eine stärkere Immunreaktion und ging mit einer höheren Letalität (Pathogenität) einher.

### 16. bis 19. Jahrhundert

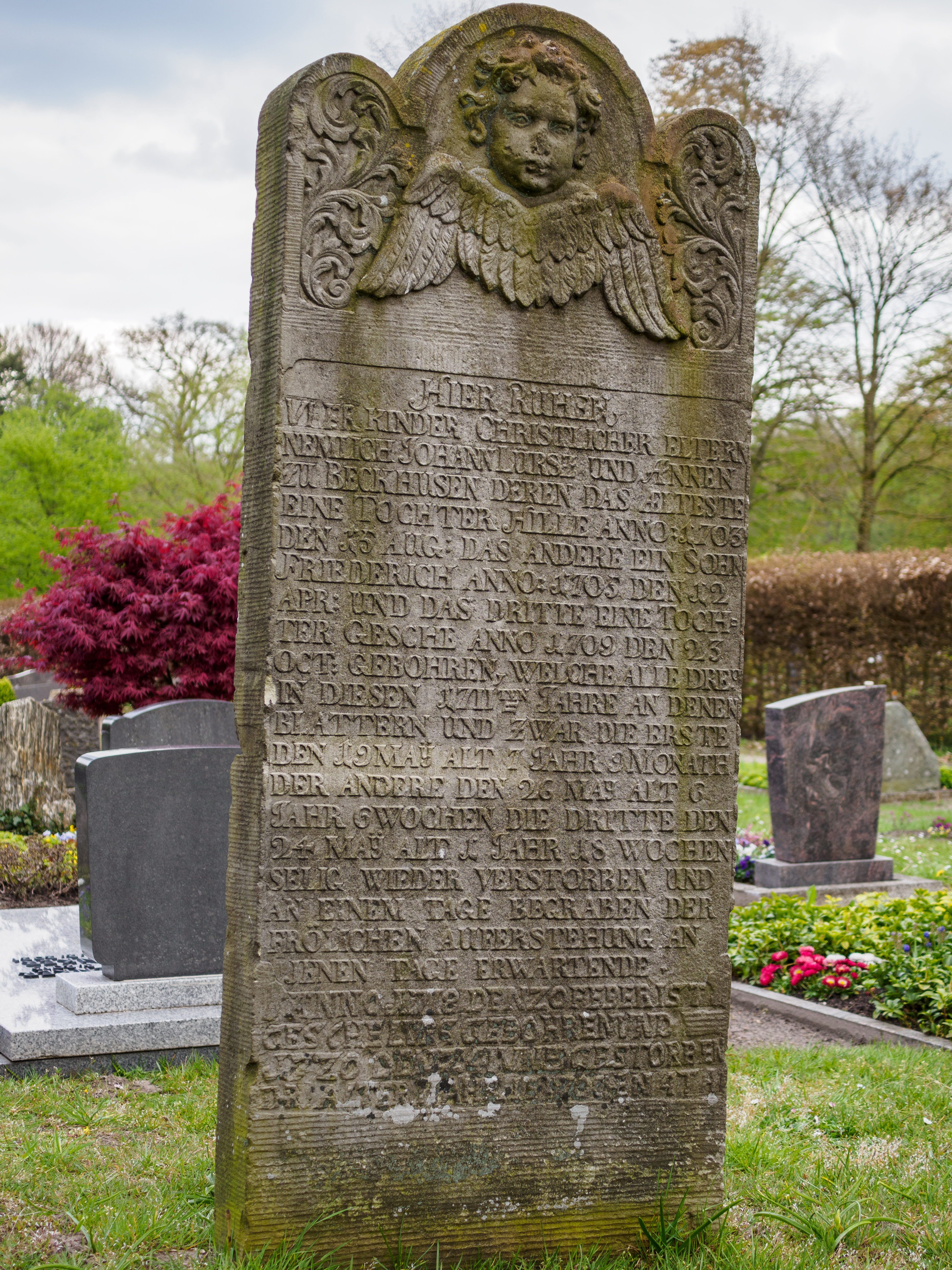
Keine Impfmöglichkeit 1711: Grabstein für 4 Kinder in Rastede

Die europäischen Eroberer brachten die Pocken nach Amerika mit, wo sie ab 1518 unter den Indianern verheerende Epidemien auslösten, die Millionen von Toten forderten. Man nimmt an, dass ein Viertel bis die Hälfte, nach Guenter Lewy sogar bis zu 90 % der indigenen Bevölkerung Amerikas nach Ankunft der Europäer den Pocken zum Opfer fielen. Gut untersucht ist die Pockenepidemie an der Pazifikküste Nordamerikas ab 1775. Die Europäer dagegen waren durch zahlreiche frühere Pockenepidemien stark durchseucht und daher relativ wenig gefährdet.
In Europa wirkten sich die Impfkampagnen ab dem 18. Jahrhundert langsam aus. Eine Analyse zeitgenössischer Dokumente aus London legt nahe, dass neben dem Impfstoff noch mehrere andere Faktoren zur Bekämpfung der Krankheit beitrugen. Insbesondere verbesserten sich im Laufe des 19. Jahrhunderts die Ernährungssituation und andere Faktoren der Lebensweise. Außerdem gibt es Hinweise, dass weniger virulente Stänge in den Vordergrund rückten.
Ob die Pocken als biologische Waffe gegen die Indianer eingesetzt wurden, ist trotz aller Forschung umstritten. Aus dem Juni 1763 existieren ein Briefwechsel und eine Quittung, laut denen zwei Decken und ein Taschentuch aus dem Hospital des belagerten Fort Pitt – in dem die Pocken ausgebrochen waren – an eine Delegation der Lenni-Lenape-Indianer überreicht worden sind. Der Versuch hatte aber keinen Erfolg; die später doch ausgebrochene Epidemie wird auf andere Ursachen zurückgeführt. Die Pockenepidemie an der Pazifikküste Nordamerikas 1862 versuchten die Behörden auch mittels einer raschen Massenimpfung der lokal ansässigen Indianer einzudämmen; die Stadt Victoria in British Columbia nutzte die Gelegenheit jedoch zur schon länger geplanten Vertreibung der indigenen Bevölkerung. Als wissenschaftliche Fälschung enttarnt wurden hingegen im Jahr 2005 bis dahin kursierende Darstellungen bezüglich eines Pockenausbruchs 1837 bei den Mandan am Missouri River. Der Verantwortliche, Ward Churchill, verlor 2007 seinen Lehrstuhl an der Universität von Colorado.

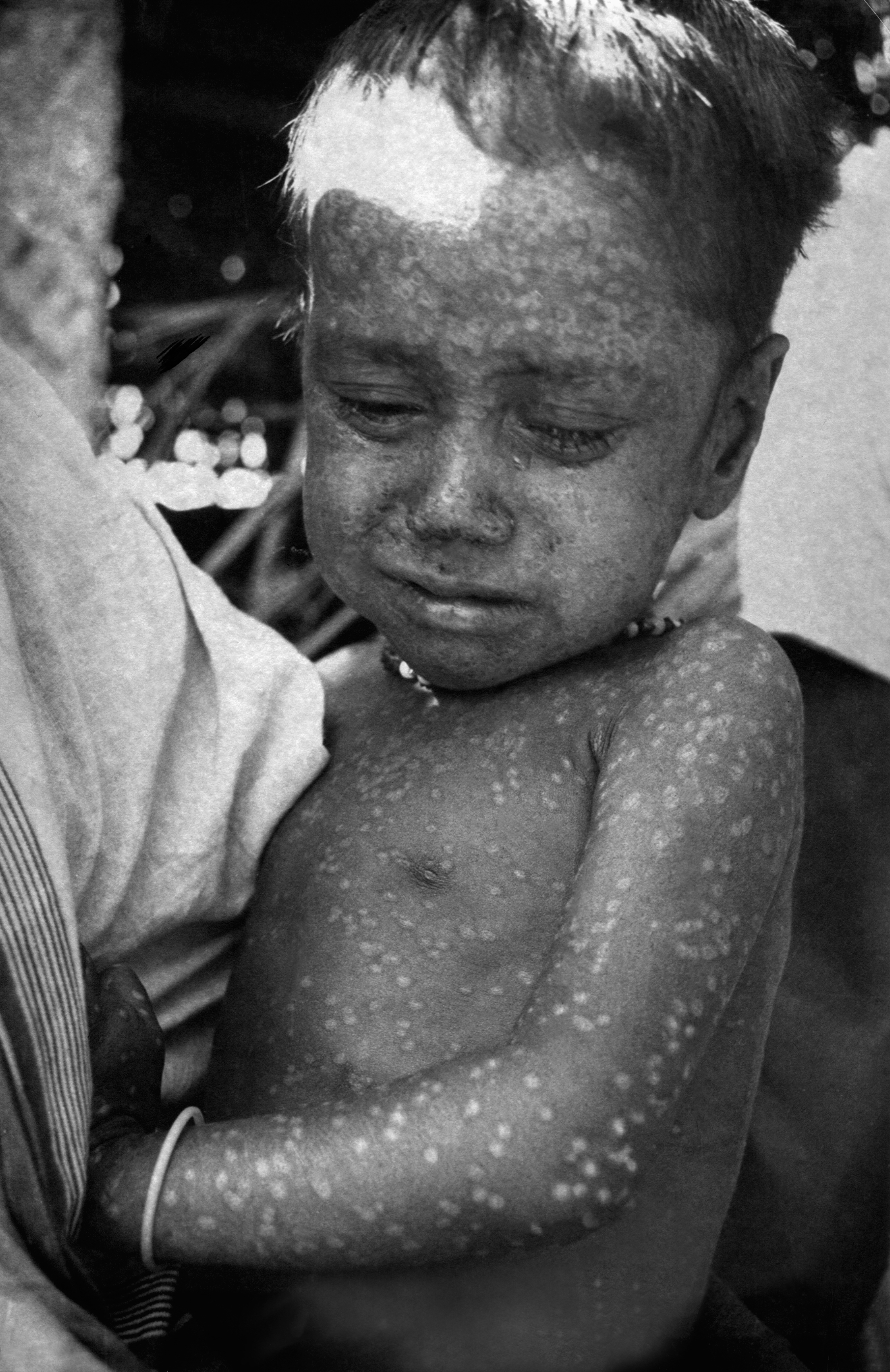
Die dreijährige Rahima Banu aus Kuralia auf der Bhola-Insel, Bangladesch war 1975 der letzte Mensch, der an Echten Pocken erkrankte (abgesehen von späteren Laborinfektionen). Sie überlebte die Infektion.

Nach Australien kamen die Pocken vermutlich mit Seefahrern aus Makassar in Indonesien, die ab etwa 1700 alljährlich im Arnhemland Seegurken sammelten. Als erste Pockenepidemie wurde die von 1789 von den Mitgliedern der First Fleet im heutigen Gebiet von Sydney dokumentiert.
In Europa galten Pocken teilweise als Kinderkrankheit, und die Erkrankung, an der bis zum Ende des 18. Jahrhunderts noch bis zu 10 % aller Kleinkinder starben, wurde auch „Kindsblattern“ genannt. Ab dem 18. Jahrhundert häuften sich die Pockenfälle und lösten die Pest als schlimmste Krankheit ab. Nach Schätzungen starben jedes Jahr 400.000 Menschen an Pocken, und ein Drittel der Überlebenden erblindete. Oft zählten Kinder erst zur Familie, wenn sie die Pocken überstanden hatten. Berühmte Persönlichkeiten wie Mozart, Haydn, Beethoven und der junge Goethe blieben von der Krankheit nicht verschont, Ludwig XV. von Frankreich und Zar Peter II. sowie Kurfürst von Bayern Max III. Joseph starben daran. Die Heiratspolitik der Habsburger wurde gleichfalls von den Pocken immer wieder durcheinandergebracht. Die Kaiserin Maria Theresia, die mit der Verheiratung ihrer Töchter an andere Herrschaftshäuser Allianzpolitik betrieb, musste ihre Pläne ändern, weil zwei ihrer Töchter an den Pocken starben und eine dritte (Marie Elisabeth) durch diese verunstaltet wurde.
Die letzten großen Pockenepidemien traten in Deutschland 1870 (als Kriegsseuche im Deutsch-Französischen Krieg 1870/71) und 1873 vor Einführung des Reichsimpfgesetzes 1874 auf, während derer etwa 181.000 Menschen starben.
Um 1893 behandelten Joakim Nikolai Krej Lindholm und Johan Christoffer Svendsen die Pocken mit rotem Licht.

### 20. Jahrhundert

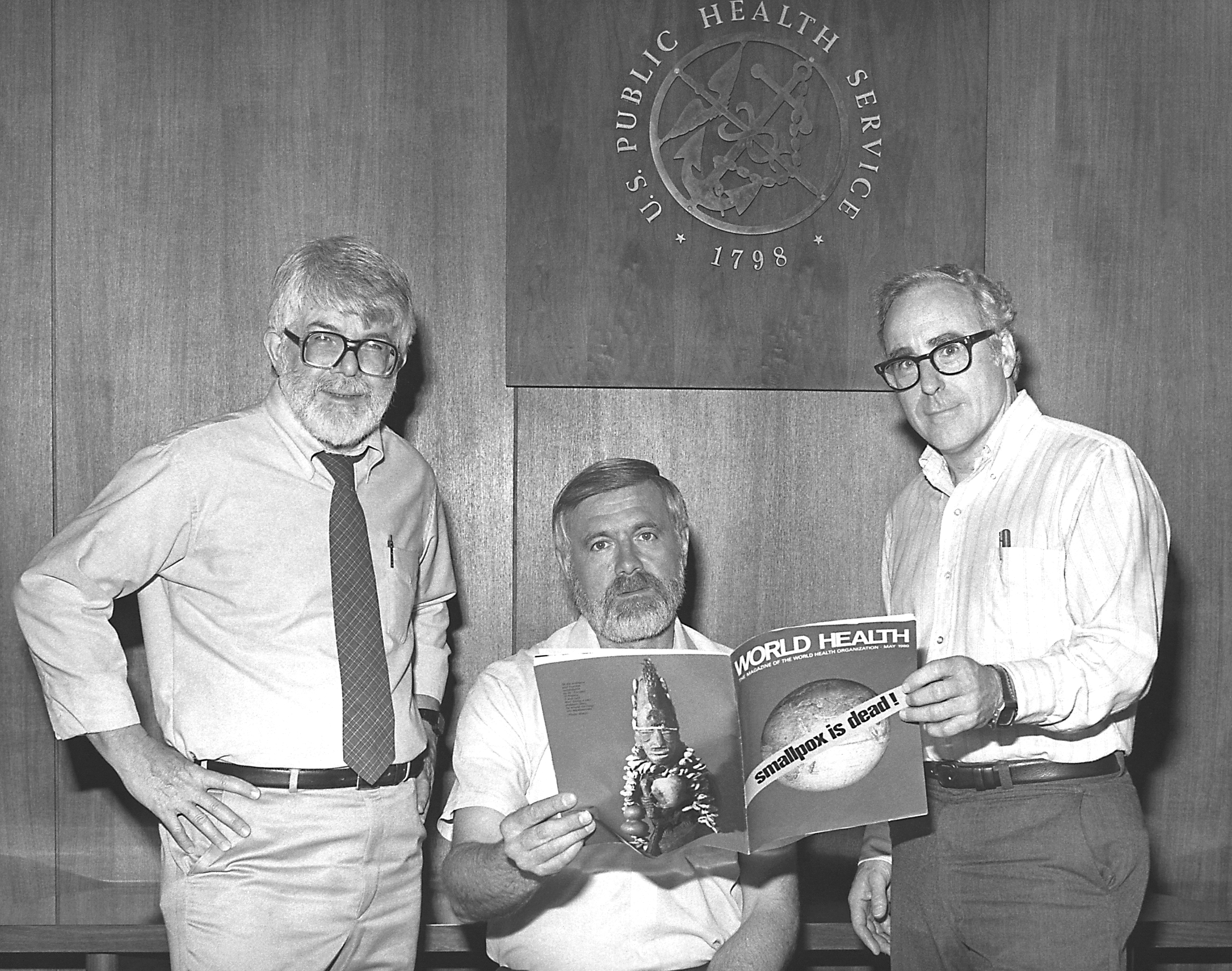
Die drei ehemaligen Direktoren des Global Smallpox Eradication Program nehmen die offiziell 1980 erklärte Ausrottung der Pocken zur Kenntnis.
v. l. n. r.: Donald Millar, Direktor 1966–70; William H. Foege, Direktor 1970–73, J. Michael Lane, Direktor 1973–81

Der erste noch vage morphologische Nachweis des Pockenvirus wird dem in Mexiko gebürtigen Hamburger Impfarzt Enrique Paschen (1860–1936) zugeschrieben, der bereits 1906 mit einem Lichtmikroskop die von ihm „Elementarkörperchen“ und nach ihm „Paschensche Körperchen“ benannten Partikel in der Lymphe von an Variola major erkrankten Kindern sah.
Noch in den 1950er und 1960er Jahren gab es in Europa Pockenepidemien, so z. B. 1950 in Glasgow, 1958 in Heidelberg (18 Krankheitsfälle, davon zwei tödlich), 1963 in Breslau (99 Krankheitsfälle, davon sieben tödlich) und 1967 in der Tschechoslowakei. Ein Einzelfall im Frühsommer 1957 in Hamburg konnte hingegen isoliert werden. 1962 gab es eine Pockenepidemie in der Eifel.
Ab 1967 wurde die Pockenimpfung auf Beschluss der Weltgesundheitsorganisation (WHO) weltweit Pflicht. Es wurde mit großangelegten Impfaktionen ein weltweiter Feldzug zur Ausrottung der Pocken gestartet. Unter der Führung von Donald Henderson wurde die „Ringimpfung“ als geeignete Strategie erfolgreich eingesetzt: Wichtige Kontrollpunkte, an denen Menschen zusammenkommen, wie Märkte oder Rastplätze, wurden engmaschig beobachtet. Bei einem Ausbruch wurden dann der erste Überträger isoliert und alle Kontaktpersonen geimpft.
Die letzte Pockenepidemie in Deutschland fand Anfang 1970 statt, als ein 20-Jähriger beim Pockenausbruch in Meschede die Krankheit in das nördliche Sauerland einschleppte und insgesamt 20 Personen infizierte. Die Erkrankten wurden im Marienhospital in Wimbern isoliert. Der letzte Pockenfall in der Bundesrepublik Deutschland wurde 1972 in Hannover bei einem jugoslawischen Gastarbeiter festgestellt, der aus dem Kosovo zurückkehrte, wo es zu einer Pockenepidemie gekommen war. Der letzte Fall von Echten Pocken wurde 1975 in Bangladesch dokumentiert, der letzte Fall von Weißen Pocken 1977 in Merka, Somalia, der letzte Erkrankte war der damals 23-jährige Ali Maow Maalin. Als weltweit letzter Mensch an Pocken starb die Britin Janet Parker 1978 in Birmingham, England, durch eine Laborinfektion. Am 8. Mai 1980 wurde von der WHO festgestellt, dass die Pocken ausgerottet sind. Für das weltweite Eliminationsprogramm wurden 2,4 Milliarden Impfdosen verabreicht und 300 Millionen Dollar ausgegeben, es waren mehr als 200.000 Helfer notwendig.
Im Juli 1971 segelte das sowjetische Forschungsschiff Lew Berg auf dem Aralsee in der Nähe der Insel der Wiedergeburt. Auf der Insel wurden während des Kalten Kriegs Tests im Rahmen des geheimen sowjetischen Biowaffenprogramms durchgeführt. Ein Besatzungsmitglied erkrankte an Pocken und in den nächsten Wochen starben drei Menschen. Es gibt keinen eindeutigen Beweis für die Ursache der Infektion, aber zu dieser Zeit fanden Versuche mit Pockenviren auf der Insel statt.
Dennoch sind weitere Pockeninfektionen nicht völlig ausgeschlossen. Offiziell existiert das Virus noch in zwei Laboratorien der Welt; allerdings ist unklar, ob in einigen Staaten unveröffentlichte Virenbestände gehalten werden.
Die meisten Staaten hoben ab den 1970er Jahren die Pockenimpfpflicht wieder auf (in Teilen Deutschlands wurde die Erstimpfung 1975 ausgesetzt, später die Wiederimpfung). Nach Erfahrungswerten aus den 1950er und 1960er Jahren rechnet das CDC mit 15 lebensbedrohlichen Komplikationen und zwei Todesfällen pro einer Million Geimpfter.

### Pockengefahr nach der Ausrottung
Seit 1980 gibt es offiziell nur noch zwei Orte, an denen Pockenviren lagern, nämlich das Forschungszentrum der US-amerikanischen Seuchenbehörde CDC (Centers for Disease Control and Prevention) in Atlanta und ihr russisches Gegenstück Vector in Kolzowo südöstlich von Nowosibirsk. Über eine Vernichtung der letzten Bestände wurde nachgedacht, die Gedanken wurden allerdings verworfen. Die Bestände wären die letzte Möglichkeit, Impfstoffe gegen die Pocken auf ihre Wirksamkeit zu prüfen.
Nachdem die „natürliche“ Verbreitung der Pocken mit den Impfkampagnen eliminiert worden war, rückte das Virus als mögliche Methode eines Biowaffenanschlags wieder in die Aufmerksamkeit der Öffentlichkeit.
Die Industriestaaten haben sich nach den Terroranschlägen am 11. September 2001 umfassend mit Pockenimpfstoff für ihre Bevölkerung eingedeckt (u. a. die USA mit 100 Millionen Impfdosen), so dass umgehend reagiert werden könnte. Unter dem Eindruck des bevorstehenden Irakkriegs gab die Bundesrepublik Deutschland der Firma Bavarian Nordic um den Jahreswechsel 2002/2003 den Auftrag, für jeden Einwohner Deutschlands etwas mehr als eine Impfdosis auf Vorrat zu produzieren. Neben den USA und Deutschland hielten 2003 noch Südafrika, das Vereinigte Königreich und Israel größere Bestände an Impfstoffen vorrätig. Die Entwicklungsländer waren dagegen nicht in der Lage, sich die Anschaffung der kostspieligen Impfdosen für ihre ganze Bevölkerung zu leisten. Zwar hält auch die WHO 64 Millionen Impfstoffdosen vorrätig, doch für die Bevölkerung in den Entwicklungsländern wird diese Anzahl an Impfdosen im Ernstfall nicht ausreichen und die Pocken könnten sich erneut mit katastrophalen Folgen ausbreiten.
Um das von den gelagerten Pocken-Viren ausgehende Restrisiko zu beseitigen, wollten die Vertreter der Mitgliedsstaaten der Weltgesundheitsorganisation (WHO) bis 2014 eine Einigung darüber erzielen, wann die zwei noch vorhandenen Sammlungen der tödlichen Erreger unschädlich gemacht werden. Auf der Sitzung im Mai 2014 sprach sich die Mehrheit für eine Vernichtung aus, sie erreichte aber nicht die notwendige Einigkeit. Insbesondere wollten russische Forschungseinrichtungen und das US-Verteidigungsministerium das Virus erhalten. Dies wurde damit begründet, dass es zur weiteren Forschung und Entwicklung benötigt werde. Zur Herstellung eines Impfstoffes und eines Heilmittels wird das Virus selbst jedoch nicht mehr benötigt. Ein neues Datum für die Diskussion wurde nicht beschlossen, die Viren bleiben also auf unbestimmte Zeit in den beiden Laboren erhalten.
2014 wurden versiegelte Ampullen mit gefriergetrockneten Pocken-Viren in einem Abstellraum in den National Institutes of Health entdeckt, die seit 1972 zur Food and Drug Administration gehören. Nach ersten Untersuchungen stammen die Proben aus den 1950er Jahren.
Der kanadische Mikrobiologe David Evans aus Edmonton konnte 2016 zeigen, dass es nur ein kleines Team, etwa sechs Monate Arbeit und weniger als 100.000 Euro brauche, um im Labor Pockenviren nachzubauen, was ihm mit den Pferdepocken-Viren gelang, die den menschlichen Pockenviren sehr ähnlich und im Rekonstruktionsverfahren gleich sind.
Eine mögliche Quelle für Pockenviren stellen auch alte menschliche Überreste dar, die nicht verwest, sondern beispielsweise mumifiziert oder im Permafrost konserviert wurden. Im Jahr 2016 wurde ein komplettes Pockenvirus-Genom aus der Mumie eines Kindes, das während einer Pockenepidemie in Litauen zwischen 1643 und 1665 gestorben war, isoliert. Im selben Jahr wurden Teile des Pockenvirus-Genoms aus Lungengewebe einer Permafrost-Leiche aus Ostsibirien isoliert.

## Meldepflicht

### Deutschland
Aufgrund von § 6 Abs. 1 Nr. 1 Buchstabe u Infektionsschutzgesetz (IfSG) sind in Bezug auf „durch Orthopockenviren verursachte Krankheiten“ Verdacht, Erkrankung oder Tod namentlich meldepflichtig. Meldepflichtig sind die feststellenden Ärzte usw. (§ 8 IfSG). § 12 IfSG schreibt Meldungen der Behörden vor (u. a an die Weltgesundheitsorganisation und das Europäische Netzwerk).

### Österreich
In Österreich sind Verdachts-, Erkrankungs- und Todesfälle an Pocken gemäß § 1 Abs. 1 Nummer 1 Epidemiegesetz 1950 anzeigepflichtig. Zur Anzeige verpflichtet wären unter anderem Ärzte und Labore (§ 3 Epidemiegesetz).

### Schweiz
In der Schweiz sind Pocken für Ärzte, Spitäler usw. ebenfalls eine meldepflichtige Krankheit und zwar nach dem Epidemiengesetz (EpG) in Verbindung mit der Epidemienverordnung und Anhang 1 der Verordnung des EDI über die Meldung von Beobachtungen übertragbarer Krankheiten des Menschen.  Es bestehen die Pflichten zur Meldung eines klinischen Verdachts, zur Rücksprache mit Fachärztin oder Facharzt für Infektiologie und zur Veranlassung einer erregerspezifischen Labordiagnostik. Zudem ist auch der positive und negative laboranalytische Befund für Pockenviren (Variola-Virus/Vaccinia-Virus) für Laboratorien meldepflichtig und zwar nach den genannten Normen und Anhang 3 der genannten Verordnung des EDI.